# Congregazione per sollevare dalli aggravi o gravami lo stato ecclesiastico
La Congregazione per sollevare dalli aggravi o gravami lo stato ecclesiastico, ufficialmente in latino Congregatio pro Status ecclesiastici gravaminibus sublevandis era un organismo della Curia romana, oggi soppresso.

## Storia
Papa Sisto V creò questo dicastero con la bolla Immensa Aeterni Dei il 22 gennaio 1588 con l'intento di definire il limite massimo e la tipologia di tasse imponibili al popolo sottoposto alla giurisdizione dello Stato della Chiesa. La congregazione aveva altresì il compito di vigilare sulle imposte d'ufficio di magistrati e tribunali e di condannarne eventualmente la licenziosità e gli abusi.
Già all'epoca di Gregorio XIII era sorta la Congregazione degli arcigogoli che aveva le medesime funzioni di questa nuova congregazione, ma all'epoca dell'elezione di Sisto V essa era divenuta corrotta e non funzionante e come tale egli ne decise la soppressione.

## Fonti
- Gaetano Moroni, Dizionario di erudizione storico-ecclesiastica, vol. XVI, Venezia 1842, p. 146